# Кресс-салат
Клопо́вник посевно́й, или Кресс-сала́т (лат. Lepidium sativum) — съедобное однолетнее или двулетнее травянистое растение, вид рода Клоповник (Lepidium) семейства Капустные, или Крестоцветные (Brassicaceae).

## Распространение и экология

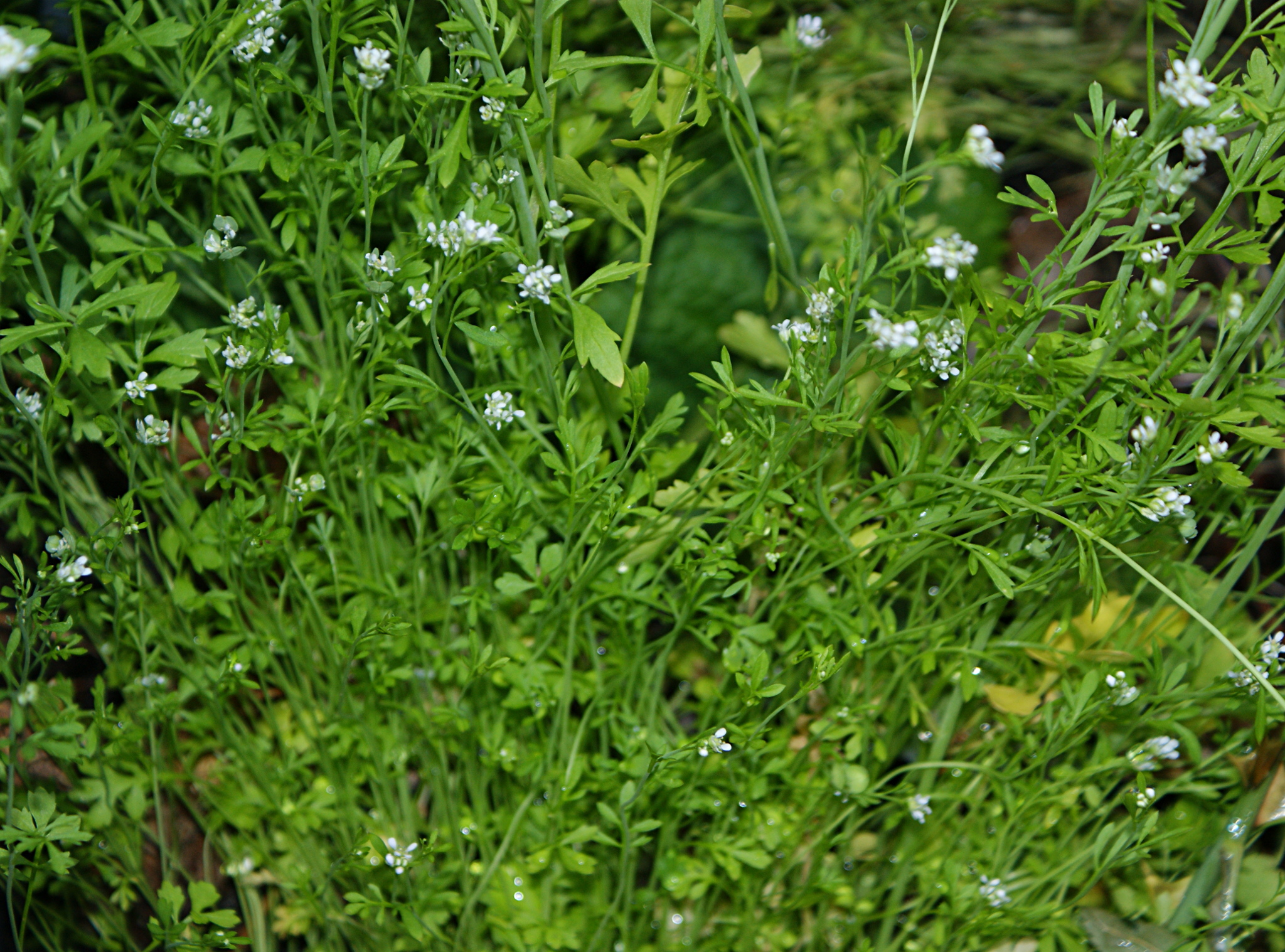
Цветки

Родиной этого растения считается Иран. В диком виде растение встречается в Африке (Египет, Эфиопия), а также в Азии — от восточного побережья Средиземного моря до Пакистана.
Во многих регионах, в том числе в европейской части России, это растение дичает, и его можно встретить на помойках и в других местах рядом с жильём, на железнодорожных насыпях.

## Ботаническое описание
Однолетнее растение высотой 30—60 см с простым корнем. Растение голое, с сизоватым налётом.
Нижние листья единожды- или дваждыперистораздельные; средние листья триждыраздельные; верхние цельные, линейные.
Лепестки околоцветника белые или розовые.
Плод — широкоовальный стручочек, в верхней части по краю крылатый, на верхушке со столбиком. Цветоножки при стручках, прижатые к оси соцветия.
Цветёт в июне — июле. Плоды созревают в июне — ноябре.

## Химический состав
Свежие листья богаты минеральными солями калия, кальция, фосфора, йода, железа, магния, серы, меди и др. Содержат аскорбиновую кислоту, витамины группы B, каротин, тиамин, рутин, рибофлавин, горчичное эфирное масло, включающее гликозид пропсолин и придающее ему специфический запах и вкус. Корни и надземная часть растения содержат горькое вещество лепидин, семена — до 50—60 % полувысыхающего жирного масла.
В свежих листьях содержится (в мг %): 19,0 натрия, 337 калия, 65,9 кальция, 27,3 магния, 4,54 железа, 0,12 меди, 65,5 фосфора, 170,0 серы, 89,0 хлора, 1,6—2,6 каротина, 61—79 аскорбиновой кислоты.
| Воды (в %) | От абсолютного сухого вещества в % | От абсолютного сухого вещества в % | От абсолютного сухого вещества в % | От абсолютного сухого вещества в % | От абсолютного сухого вещества в % | Источник и район              |
| Воды (в %) | золы                               | протеина                           | жира                               | клетчатки                          | БЭВ                                | Источник и район              |
| ---------- | ---------------------------------- | ---------------------------------- | ---------------------------------- | ---------------------------------- | ---------------------------------- | ----------------------------- |
| 90,5       | 19,7                               | 34,5                               | 7,7                                | 11,1                               | 27,0                               | Арутюнян и др., 1935, Армения |

## Значение и применение

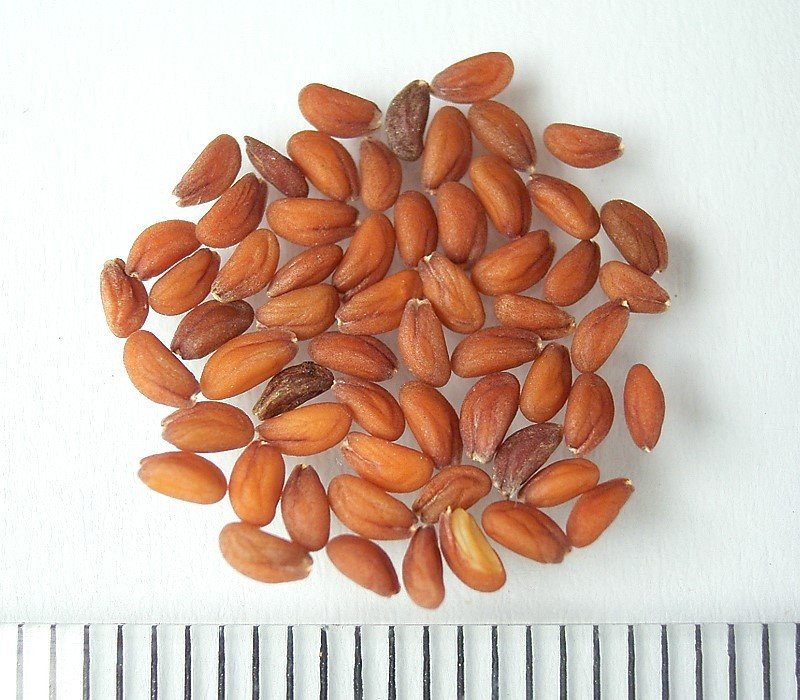
Семена кресс-салата

Как пряно-вкусовое и лекарственное растение был известен в Древнем Египте, Греции и Риме. Свежие листья обладают приятным терпким, горьким и острым вкусом, напоминающим хрен или редьку. Используется только в свежем виде как приправа к салатам, мясу, рыбе, омлетам, подливкам и супам. В сушёном виде теряет многие ценные качества.
Кресс-салат улучшает пищеварение, сон, возбуждает аппетит, оказывает антимикробное и мочегонное действие, снижает кровяное давление, незаменим при заболеваниях дыхательных путей. Соком, выжатым из травы, хорошо полоскать горло, пить его при кашле. Благодаря содержанию аскорбиновой кислоты имеет противоцинготное действие. Надземную часть и корни, содержащие горькое вещество лепидин, применяли от лихорадок; сок из листьев использовали при анемии, порошок из толчёных семян — вместо горчичников. Мазь из высушенных толчёных семян и травы на сале или топлёном масле применяли в народной медицине при аллергии, чесотке и как ранозаживляющее средство.
Во Франции часто используют разновидность кресс-салата Ламбион, имеющий более насыщенный пряный вкус.
В Эфиопии кресс-салат возделывают как масличное растение. Его масло пригодно в пищу, для освещения и мыловарения.
Поедается всеми сельскохозяйственными животными.